# 内夫·芒罗
内夫·芒罗（英語：Nev Munro，1927年7月22日—2003年8月31日），加拿大前男子篮球运动员。他曾代表加拿大获得1948年夏季奥运会男子篮球比赛第九名。他于2003年在温哥华去世。